# Chloé Tilman Dindo
Chloé Tilman Dindo ist eine osttimoresische Diplomatin.

## Werdegang
Dindo erhielt an der Universität Neuenburg einen Master in Jura und an der Universidade Nova de Lisboa einen Bachelor in Jura.
Von 2018 bis 2020 arbeitete Dindo als Policy Officer im Sekretariat der g7+-Staaten. Zwischen 2021 und 2023 war sie bei der Gemeinschaft der Portugiesischsprachigen Länder (CPLP) in Lissabon tätig, zunächst als politische Beraterin, ab 2022 als Stabschefin des Exekutivsekretariats.
Am 6. Dezember 2023 wurde Dindo von Staatspräsident José Ramos-Horta zur osttimoresischen Botschafterin beim Heiligen Stuhl ernannt und am 12. Dezember vereidigt. Sie folgt damit Juvita Gonçalves.